# Asterisk
Een asterisk (van Grieks asteriskos, "sterretje") is een typografisch symbool in de vorm van een sterretje met vijf of zes punten (* of ٭). Oorspronkelijk was het symbool in superscript geplaatst, maar tegenwoordig vindt men het in alle posities. De ASCII- en Unicode-waarde van het symbool is 42. De EBCDIC-waarde is 92.
Het symbool heeft verschillende toepassingen:
- In teksten, direct na een woord en in superscript geplaatst, is het een voetnootteken. Dit is de oorspronkelijke functie van het symbool. Tegenwoordig wordt hiervoor veelal een getal in superscript gebruikt, zeker als er veel voetnoten zijn.
- Van oudsher wordt het gebruikt om de geboortedatum van iemand aan te duiden. Tegenwoordig wordt daarvoor soms ook het symbool voor graden (°) gebruikt.
- In de wiskunde wordt een gecentreerde asterisk ({\displaystyle *}) gebruikt als symbool voor convolutie.
- In veel programmeertalen staat het voor vermenigvuldiging, ter vervanging van het maalteken "×" uit de rekenkunde en de vermenigvuldigingspunt "⋅" uit de wiskunde.
- In de informatica wordt de asterisk gebruikt als jokerteken in zoekopdrachten. Bij het zoeken naar bestanden in bijvoorbeeld MS-DOS of een Unix-shell betekent de asterisk dat het jokerteken door geen, een of meer willekeurige andere karakters mag worden vervangen. Een zoekopdracht "boom*" zal "boom" en "boomgaard" als resultaat geven maar niet "appelboom". In reguliere expressies betekent de asterisk dat het teken dat er direct vóór staat nul, een of meer keren voor mag komen: "bo*m" past op "bm", "bom", "boom", "booom" enzovoorts.
- In de historische taalkunde wordt een asterisk geplaatst voor gereconstrueerde woorden en zinnen in uitgestorven talen, om aan te geven dat deze nooit zo zijn aangetroffen. In de theoretische taalkunde worden twee asterisken gebruikt om aan te geven dat een hypothetische woordvorm grammaticaal niet mogelijk is.
- In e-mails en chatrooms wordt het aan weerszijden van een woord geplaatst om aan te geven dat dat woord de nadruk krijgt. Dit vervangt het vet drukken van woorden, wat in een dergelijk systeem vaak niet mogelijk is.
- De asterisk wordt ook gebruikt om scheldwoorden te censureren. Soms door alleen de klinker te censureren (k*t in plaats van kut) of het hele woord censuur te geven.
- De asterisk wordt ook gebruikt om een wachtwoord onleesbaar weer te geven tijdens het intypen.
- Bij het chatten wordt de asterisk gebruikt om in het volgende bericht een schrijffout te herstellen. Bijvoorbeeld: "Hoi hoe gaat hte?" Volgende bericht meteen erachteraan: "*het". Dat vervangt dan de typefout "hte". Ook wordt de asterisk daar wel gebruikt om emoties, handelingen en geluiden uit te drukken. Bijvoorbeeld: " *zucht* " of " *valt in slaap* ".
- Bij invulformulieren op webpagina's wordt vaak een asterisk achter een veldnaam geplaatst om aan te geven dat dat veld verplicht is. Dit is afgeleid van het gebruik van de asterisk als voetnootteken. Oorspronkelijk werd namelijk op zo'n webpagina bijvoorbeeld aangegeven: "* verplicht veld". Deze voetnoot wordt tegenwoordig soms weggelaten.